# SENSA
SENSA（センサ）は、音楽に関わる様々なコンテンツプロデュースを行う音楽プロダクションヒップランドミュージック (HIP LAND MUSIC CORPORATION) が運営するWebメディア。音楽に関わる記事を中心に、幅広いカルチャーを取り扱った情報を発信。
元々ヒップランドミュージック所属アーティストを主に取り上げていた「+H」というオウンドメディアを運営していたが、2019年4月6日にSENSAとしてリニューアルした。